# Europäisches Verbraucherzentrum Österreich
Das Europäische Verbraucherzentrum Österreich (EVZ, engl.: European Consumer Centre Austria, franz.: Centre européen des consommateurs Autriche) ist Teil des Netzwerks Europäisches Verbraucherzentrum. Es wird vom österreichischen Verein für Konsumenteninformation (VKI) im Rahmen des Netzwerks der europäischen Verbraucherzentren betrieben und von der Europäischen Kommission, Generaldirektion für Justiz und Verbraucher (DG JUST) gefördert.

## Aufgaben
Das Europäische Verbraucherzentrum Österreich unterstützt Verbraucher in der Nutzung des europäischen Binnenmarktes im Rahmen von Verbrauchergeschäften, also bei Geschäften zwischen Verbrauchern und Unternehmern, z. B. durch:
- Publikationen zu Rechten und Pflichten beim grenzüberschreitenden Kauf von Waren und Dienstleistungen;
- Beantwortung direkter Fragen von Verbrauchern und Anbietern;
- Unterstützung und Betreuung der Verbraucher bei Reklamationen;
- bei Bedarf kostenlose Unterstützung der Verbraucher bei der außergerichtlichen Streitbeilegung (ODR) im Binnenmarkt der Europäischen Union.

Telefonische Beratung wird auch über die sogenannte Europa-Hotline 01 / 588 77 81 angeboten. Unterstützung bei der außergerichtlichen Streitbeilegung (ODR) im Binnenmarkt ist nur schriftlich über ein Online-Formular möglich (Grenzüberschreitendes Beschwerdeformular).

## Einbindung
Das EVZ ist an derselben Adresse wie der VKI anzufinden.

## Abgrenzung
Das Europäische Verbraucherzentrum Österreich ist, wie alle anderen Verbraucherzentren und das ECC-Netz, keine Nichtregierungsorganisation, wie viele andere private Verbraucherorganisationen.
Im Gegensatz zu den Verbraucherzentralen sind Europäische Verbraucherzentren selbst nicht unabhängig, sondern wurden von der Europäischen Kommission eingerichtet und werden gemeinsam von dieser und den Unionsmitgliedstaaten (plus Norwegen und Island) finanziert.
Seit 2006 existiert in jedem Unionsmitgliedstaat mindestens eine nationale Anlaufstelle des ECC-Netzes. Je nach Unionsmitgliedsstaat sind diese in unterschiedlichen Einrichtungen angesiedelt, z. B. bei Ministerien, anderen staatlichen Stellen oder wie auch in Österreich, bei einem unabhängigen Verein etc.

## Online-Streitbeilegung (ODR)
Europäische Verbraucherzentrum Österreich ist auch nationale ODR-Kontaktstelle.